# Policía Judicial (Portugal)
La Policía Judicial (PJ, Polícia Judiciária) es el principal órgano policial de investigación criminal de Portugal, cuya vocación es combatir a la gran criminalidad, expresamente al crimen organizado, el terrorismo, el tráfico de estupefacientes, la corrupción y la criminalidad económica y financiera. La Policía Judiciária está integrada en el Ministerio de Justicia portugués, y actúa bajo orientación del Ministerio Público.

## Organización
Todos los servicios de la Policía Judicial dependen de la Dirección Nacional, cuya sede se encuentra en Lisboa, en la Rua Gomes Freire. La PJ es supervisada por el Ministerio de Justicia.
La Dirección Nacional está integrada por: el director Nacional, los Subdirectores Nacionales que asisten al Director Nacional y el Consejo Superior de Policía Judicial, órgano de apoyo al Director Nacional, con carácter consultivo.

#### Servicios de la Dirección Nacional
- Instituto de Policía Judicial y Ciencias Penales (IPJCC)
- Unidad de Información Financiera (UIF)
- Oficina de Recuperación de Activos (GRA)
- Oficina de Asesoría Jurídica (GAJ)

#### Unidades Centrales de Investigación Criminal
- Unidad Nacional Contra el Terrorismo (UNCT)
- Unidad Nacional Anticorrupción (UNCC)
- Unidad Nacional de Lucha contra el Narcotráfico (UNCTE)
- Unidad Nacional de Lucha contra los Delitos Cibernéticos y Delitos Tecnológicos (UNC3T)

#### Unidades Orgánicas de Investigación Criminal Desconcentradas
- Dirección del Norte
- Departamento de Investigación Criminal de Braga (dependiendo de la DirNorte)
- Departamento de Investigación Criminal de Vila Real (dependiendo de la DirNorte)
- Dirección del Centro
- Departamento de Investigación Criminal de Aveiro (dependiendo de la DirCentro)
- Departamento de Investigación Criminal de Guarda (dependiendo de la DirCentro)
- Departamento de Investigación Criminal de Leiria (dependiendo de la DirCentro)
- Dirección de Lisboa y del Valle del Tajo - DLVT
- Departamento de Investigación Criminal de Setúbal (dependiendo de la DLVT)
- Unidad Local de Investigación Criminal de Évora (dependiendo de la DLVT)
- Dirección del Sur
- Departamento de Investigación Criminal de Portimão (dependiendo de la DirSur)
- Departamento de Investigación Criminal de Madeira (dependiendo de la Dirección Nacional)
- Departamento de Investigación Criminal de las Azores (dependiendo de la Dirección Nacional)

#### Unidades Centrales de Apoyo Técnico a la Investigación Criminal
- Unidad de Prevención y Apoyo Tecnológico (UPAT)
- Unidad de Información Criminal (UIC)
- Unidad de Cooperación Internacional (UCI)
- Unidad de Sistemas de Información y Comunicaciones (USIC)
- Unidad de Armamento y Seguridad (UAS)

#### Unidades Centrales de Apoyo Técnico-Científico Especializado
- Laboratorio de Policía Científica (LPC)
- Unidad de Experticia Financiera y Contable (UPFC)
- Unidad de Peritaje Tecnológico e Informático (UPTI)

#### Unidades del Área de Gestión y Desarrollo Organizacional
- Dirección de Servicios Financieros y de Gestión de Activos (DS-GFP)
- Dirección de Gestión de Personal y Servicios de Administración (DS-GAP)
- Dirección de Servicios de Innovación y Desarrollo (DS-ID)

#### Unidades del Área de Control de Gestión, Evaluación del Desempeño e Inspección y Control Disciplinario
- Departamento de Servicios de Planificación, Calidad y Evaluación (DS-PQA)
- Dirección de Servicios de Inspección y Disciplina (DS-DI)

## Historia
1945 – Después de la reestructuración general de la Policía en Portugal, a través del Decreto-ley n. 35.042 del 20 de octubre de 1945, se crea la Policía Judicial, tal como existe hoy, bajo la dirección del Juez de Derecho, Dr. Monteiro Júnior, integrado orgánicamente en el Ministerio de Justicia, en sustitución de la Policía de Investigación Criminal (PIC).
Integrada en el plan general del sistema procesal común y de las instituciones de prevención y represión penal, se definió a la Policía Judicial como el ente encargado de “realizar la investigación de los delitos y descubrir a sus autores, realizar la instrucción preparatoria de los respectivos procesos y organizar la prevención de los delitos, esencialmente delitos habituales"
1958 – La Policía Judicial inaugura el nuevo local en la Rua Gomes Freire, en Lisboa, construido con mano de obra penitenciaria. Este edificio se convierte en la sede de la Institución.
1957– Se funda el Laboratorio de Policía Científica - LPC, bajo la dirección del Profesor Alberto Ralha y la Escuela Práctica de Ciencias Penales, ambos integrados orgánicamente a la Policía Judicial.
1996 – El 26 de enero es nombrado Miembro de Honor de la Orden del Mérito[6][7]
2014 – Se abre un edificio contiguo a las instalaciones de la sede anterior existente en Lisboa, que está conectado a estas instalaciones mediante pasarelas con una estructura de techo de vidrio, que pasa a llamarse "nuevo edificio de la sede"
2020 – El 20 de octubre, con motivo de su 75 Aniversario, es nombrado Miembro de Honor de la Orden del Infante D. Henrique